# Товстотіл червоний
Товстотіл червоний (лат. Procolobus rufomitratus) — вид приматів з роду Procolobus родини мавпові.

## Опис
Тонкий, має довгий хвіст і редукований великий палець. Хутро світло-сіре на спині і чорне та сіре на животі. Є червона шапочка на верхній частині голови. 

## Поширення
Країни проживання: Бурунді, Центральноафриканська Республіка, Конго, Демократична Республіка Конго, Кенія, Судан, Танзанія, Уганда. Їх місце існування це частково затоплений річковий ліс.

## Стиль життя
Вид денний і зазвичай зустрічається на деревах. Живуть в групах до 30 тварин. Досить часто живе тільки один або два самці з кількома самицями і потомством. Ці примати є травоїдними, їдять в основному молоді листки, а також плоди, насіння, бруньки і квіти. Як і у всіх колобусових, у них багатокамерний шлунок для кращого використання їжі.

## Загрози та охорона
Локалізовані зниження чисельності відбуваються через невпинні втрати середовища проживання (в основному в результаті збезлісення для деревини і сільськогосподарських земель), і від полювання на м'ясо та шкури. Знаходиться у Додатку I СІТЕС і має клас B Африканської Конвенції по збереженню природи і природних ресурсів. Присутній в кількох охоронних територіях.